# 弗尔维奥·皮亚
弗尔维奥·皮亚（1967年2月10日—），意大利足球教练，目前供职于赫巴。

## 教练生涯
1967年2月10日出生于意大利伦巴第大区莱科省卡萨尔普斯泰尔伦戈。1989年，入职凡富拉青年队。1998年起负责国米U13梯队。
2001年，加盟索非亚中央陆军，并首次出任青训总监，由此开始与路易吉·西蒙尼搭档共事，一起执教过安科纳、那不勒斯和锡耶纳等队伍，并帮助安科纳从意乙冲甲成功。2005年，担任的卢卡主教练职位是其首次担任主教练。2007年6月，被朱塞佩·马洛塔任命为桑普多利亚青年队主教练。2009年，开始执掌国际米兰青年队，帮助球队问鼎欧洲青年冠军联赛。
2011-12赛季，执掌意乙球队萨索洛，取得联赛第三名。2012年6月10日到2012年12月17日，担任帕多瓦主教练。2013年3月20日，再次出任帕多瓦主教练，并在赛季结束时离开了俱乐部。2013年11月，被任命为当时处于意乙副班长位置的尤文斯塔比亚的主教练，但因未能完成保级任务而被解雇。2014-15赛季，担任蒙扎的主教练。在蒙扎效力一年后，成为克雷莫纳的主教练，直到2016年1月离开俱乐部。随后于2016年7月起就任普罗皮亚琴察的主教练，并在2017年6月续约，但在2018年4月15日被解除职务。
2019年通过国米的举荐，来到中国担任江苏苏宁青训总监。2021年，担任中甲球队南京城市主教练。2022年6月13日，执教保甲球队赫巴。

## 荣誉
桑普多利亚青年队
- 1 意大利青年锦标赛: 2007–08
- 1 青年意大利杯: 2007–08
- 1 青年意大利超级杯: 2008

国际米兰青年队
- 1 欧洲青年冠军联赛：2009-10
- 1 维亚雷乔杯: 2011